# Johan Floderus (universitetslärare)
Johan Floderus, född den 6 oktober 1721 i Skatelövs prästgård i Småland, död den 28 april 1789, var en svensk filolog, universitetslärare och präst. Han var farfars far till Manfred Floderus.

## Biografi
Floderus var son till kyrkoherden i Skatelöv i Småland Per (Petrus) Floderus (1683–1741) och Helena Katarina Cavallius (1699–1728), dotter till biskopen Olof Cavallius i Växjö. Gift 1765 med Ulrika Asp, dotter till Matthias Asp och ättling till ärkebiskop Mattias Steuchius från Bureätten.
Hans i det yttre obemärkta liv innefattas i de vanliga befordringarna inom Uppsala universitet, vid vilket han större delen av sitt liv tjänstgjorde som lärare. student vid Uppsala universitet 1738 och filosofie magister där 1743, utnämndes han 1752 till docent i grekiska litteraturen. Fem år därefter befordrades han till adjunkt och 1762 till professor i grekiska, blev 1779 kyrkoherde över gamla Uppsala, insattes 1773 i Bibelkommissionen och kallades 1786 till ledamot av Vitterhetsakademien. Han avsade sig både kyrkoherdetjänsten i Storkyrkoförsamlingen i Stockholm och biskopsstolen i Linköpings stift, till vilka ämbeten han var kallad och av kungen redan bestämd. Efter fjorton års sjuklighet avled han 1789. 
Sin författareverksamhet ägnade han huvudsakligen åt akademiska disputationer och minnestal, de flesta författade på latin, i vilket språk han, liksom i grekiskan, hörde till sin tids mest lärde. Bland hans skrifter märkas, utom 153 akademiska disputationer, för vilka han presiderade, samt tal och verser på latin, Exercitationes philologicae in Matthaei evangelium ejusque metaphrasis suecana1763–1771) och Versio suecana selectorum ex Paulinis epistolis locorum (1771–79).